# Ida-Boy-Ed-Garten

Die Lage des Ida-Boy-Ed-Gartens, rot markiert

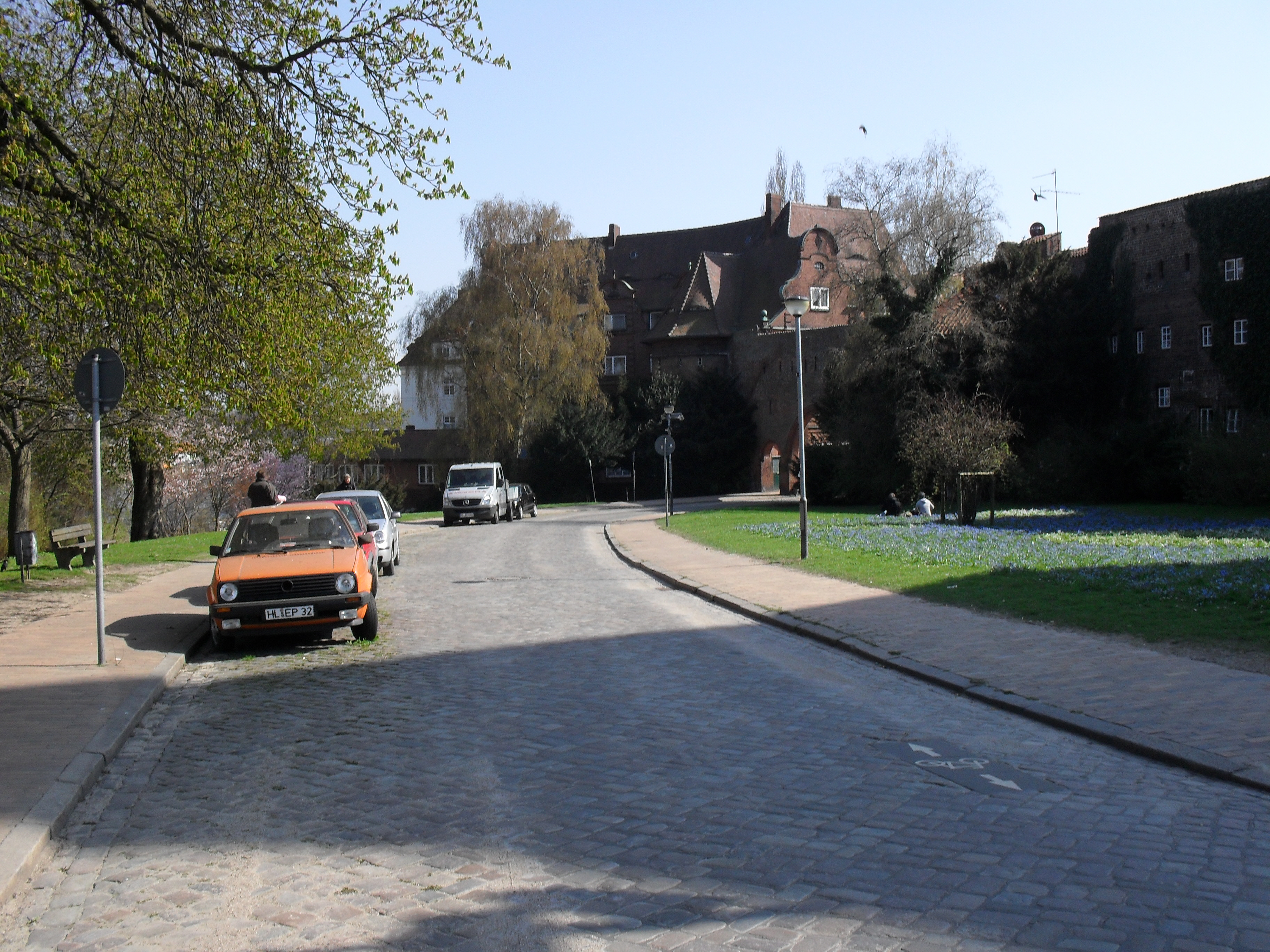
Der Ida-Boy-Ed-Garten

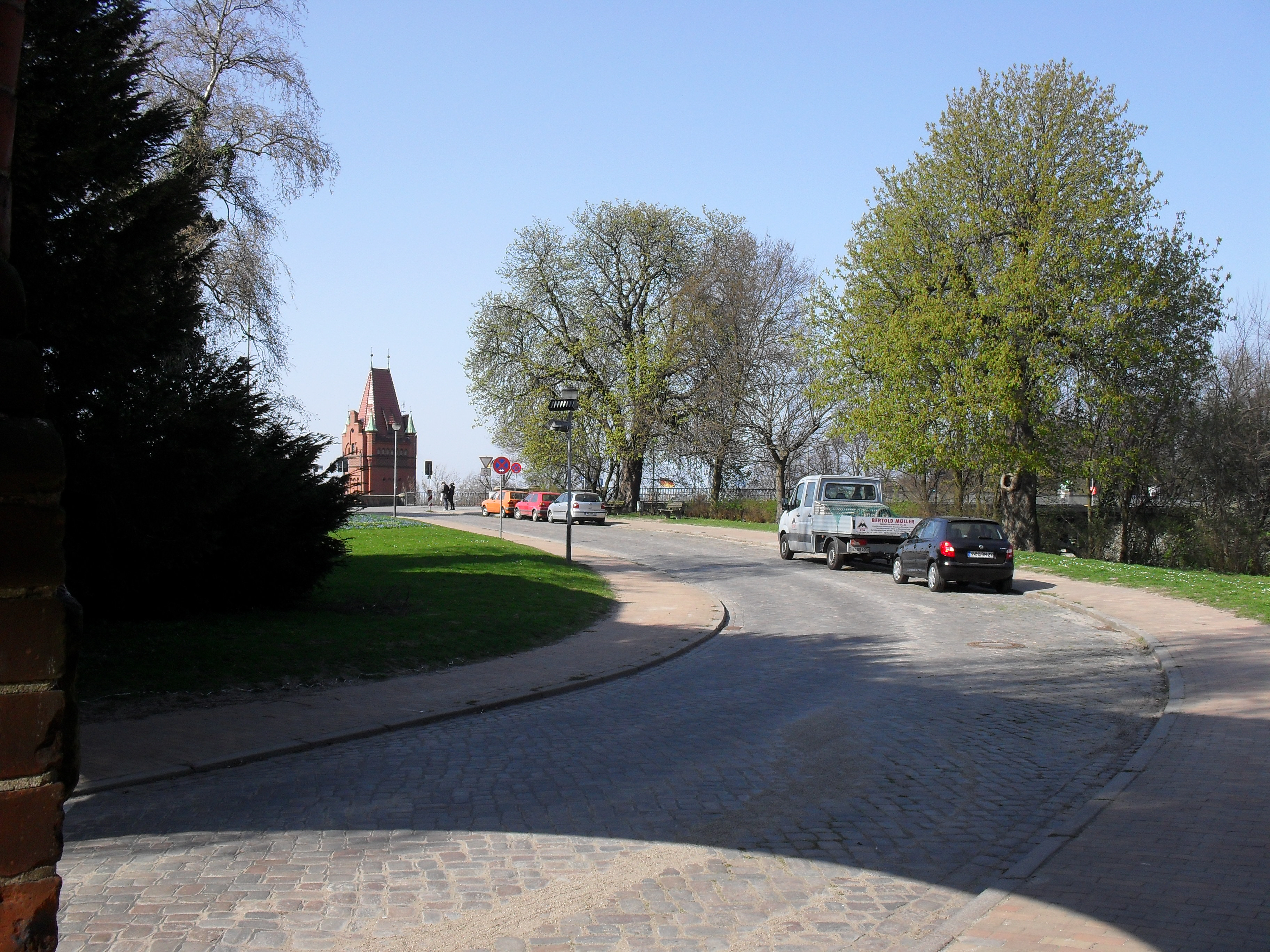
Der Ida-Boy-Ed-Garten, Blick von der Wakenitzmauer durch das Tor in der Stadtmauer

Der Ida-Boy-Ed-Garten ist eine Straße der Lübecker Altstadt.

## Lage
Der etwa 90 Meter lange Ida-Boy-Ed-Garten befindet sich an der nördlichen Spitze der Altstadtinsel, vor dem Burgtor. Die in einem Bogen durch eine Grünanlage hangaufwärts führende Straße verbindet die Wakenitzmauer mit der Burgtorbrücke.

## Geschichte
Der heutige Ida-Boy-Ed-Garten wurde ursprünglich als Verlängerung der Wakenitzmauer angelegt. 1903 wurde in den erhaltenen Teil der mittelalterlichen Stadtmauer, an dem die Wakenitzmauer bei der Einmündung der Kaiserstraße begann, ein Tor mit einem großen Bogen für die Durchführung der Straße und zwei kleineren seitlichen Öffnungen für Fußgänger gebrochen, um für die neu errichteten Wohnhäuser in diesem Bereich einen direkten Weg zur Burgtorbrücke und somit zum Burgfeld zu schaffen.
1952 wurde dieses kurze Teilstück der Wakenitzmauer zur eigenständigen Straße und erhielt einen neuen Namen zu Ehren der Schriftstellerin Ida Boy-Ed, die von 1912 bis zu ihrem Tode 1928 eine städtische Ehrenwohnung neben dem Burgtor bewohnt hatte, in unmittelbarer Nähe des Ida-Boy-Ed-Gartens.
Änderungen in der Hausnummernfolge der Wakenitzmauer ergaben sich hieraus nicht, da sich an dem Straßenstück zwischen Tordurchlass und Burgtorbrücke damals wie heute keine Gebäude befanden.